# Maura (Noorwegen)
Maura is een plaats in de Noorse gemeente Nannestad, fylke Akershus. Maura telt 2709 inwoners (2007) en heeft een oppervlakte van 2,06 km².